# Южноамериканская гарпия
Южноамериканская гарпия (лат. Harpia harpyja) — вид хищных птиц из семейства ястребиных. Единственный вид своего рода. Некоторыми авторами считается крупнейшим по весу орлом в мире.

## Общая характеристика
Длина тела этого орла от 90 до 110 см. Размах крыльев около 2 м, что меньше, чем у соразмерных по весу и росту орлов. Это объясняется тем, что этот орёл охотится в густом лесу, где при атаке на добычу приходится лавировать между деревьями и густой листвой. В этом плане гарпии похожи на ястребов, только значительно крупнее. Самка весит 6–9 кг, более мелкий самец 4–4,8 кг. У гарпии оперение на спине тёмно-серого цвета. Светло-серая голова с большими тёмными глазами и сравнительно некрупным, но мощным чёрным клювом украшена широкими тёмными перьями. В момент возбуждения гарпия приподнимает их почти вертикально на голове наподобие «рожек». У молодых птиц хохол более светлый. Брюхо белое, на оперенных лапах мелкие тёмные полоски. На шее тёмный широкий ошейник. По длинному хвосту идут широкие поперечные полосы серого цвета. Лапы чрезвычайно большие и мощные, способные выдержать большую массу, пальцы вооружены длинными чёрными когтями, длиной до 10 см.

## Распространение
Этот крупный орёл обитает на равнине в тропических лесах Центральной и Южной Америки, от Мексики до Аргентины.

## Образ жизни
Гарпия — это очень крупная и сильная хищная птица, гнездящаяся и охотящаяся в тропических и экваториальных лесах. По образу жизни похожа на ястребов, так как живёт в лесах.

### Питание
Основной пищей гарпии являются ленивцы, мелкие обезьяны, вроде капуцинов, и другие млекопитающие, второстепенной — рептилии и крупные птицы. В частности, в их рацион входят агути, носухи, опоссумы, броненосцы, муравьеды, змеи диаметром до 5 см, ящерицы (в том числе тейиды) и амфисбены; среди птиц — краксы, кариамы, попугаи-ара, туканы и другие. Гарпии охотятся и на цепкохвостых дикобразов, у которых почти нет врагов среди хищников. Из деревень гарпии изредка таскают кур, но из-за чрезвычайной редкости самой птицы такие случаи единичны. Охотничья территория пары птиц составляет около 30 км2.

### Размножение
Гарпии гнездятся в кронах высоких деревьев на высоте 50-75 м над землёй, часто возле воды. Широкое гнездо строят из толстых веток и устилают листьями и мхом. Одно и то же гнездо пара использует много лет. Гнездятся гарпии через год. Самка откладывает, как правило, одно желтоватое яйцо. Птенец развивается очень медленно и долго находится на попечении родителей. Возле гнезда взрослые птицы агрессивны, нападают на посторонних, смело прогоняя даже человека. В возрасте 8-10 месяцев птенцы гарпии уже хорошо летают, однако кормиться самостоятельно всё ещё не могут и дальше гнездового участка родителей не улетают. Могут голодать до 10-14 дней без вреда для себя.

## Численность
Численность этих крупных южноамериканских орлов — 100 000—250 000 половозрелых особей (по оценке 2020 года), и она неуклонно сокращается. В освоенных человеком районах эта птица очень редка. Основные причины этого — уничтожение лесов в районах гнездования и обитания гарпий, прямое истребление птиц человеком, а также особенности размножения: пара обычно выращивает только одного птенца раз в 2-3 года.